# Ordine di san Mashtots
L'Ordine di san Mashtots è un'onorificenza dell'Armenia.

## Storia
L'Ordine è stato fondato il 26 luglio 1993 ed è dedicato al monaco, teologo e linguista san Mesrop Mashtots.

## Assegnazione
L'Ordine è assegnato a cittadini:
- per altissimi meriti nel campo dello sviluppo economico, delle scienze naturali e sociali, delle invenzioni, della cultura, dell'istruzione, della salute e delle attività sociali;
- per attività di promozione della cooperazione scientifica e tecnologica, economica e culturale tra la Repubblica di Armenia con l'estero.

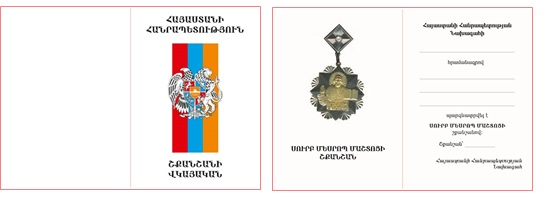
Documento di attestazione

## Insegne
- Il nastro è arancione con bordi bianchi.